# (14504) Tsujimura
(14504) Tsujimura (1995 YL3) – planetoida z pasa głównego asteroid okrążająca Słońce w ciągu 3,57 lat w średniej odległości 2,33 j.a. Odkryta 27 grudnia 1995 roku.